# Proximus NXT
Proximus NXT is een Belgisch ICT-bedrijf, opgericht in 1969 als Telindus, toen een telecommunicatiebedrijf.
In 2006 werd Telindus overgenomen door Belgacom en in 2024 hernoemd tot Proximus NXT.

## Geschiedenis
1969 - De groep gaat van start met zijn activiteiten. John Cordier wordt benoemd als directeur.
1979 - Opening van het eerste buitenlandse filiaal in Luxemburg. Vrij snel worden ook filialen geopend in het Verenigd Koninkrijk, Nederland, Zwitserland, Frankrijk, Italië, Duitsland en Spanje.
1985 - Telindus maakt zijn intrede op de beurs.
1996 - Aan het einde van de jaren ’90 worden de capaciteiten van de diensten op het gebied van veiligheid en infrastructuur bestemd voor de verschillende operatoren voortdurend opgedreven. Telindus biedt een unieke combinatie aan: levering van diensten, doorverkoop met toegevoegde waarde en groei van de productiviteit.
2001 - Om koploper te worden op de markt van de integratoren neemt Telindus in heel Europa bedrijven over.
2006 - Telindus wordt overgenomen door de Belgacom Groep. Het merk Telindus en de culturele identiteit blijven behouden, de onafhankelijkheid van Telindus wordt gehandhaafd. Het departement Network & System Integration van Belgacom wordt geïntegreerd in Telindus.
2007 - Belgacom kondigt een beleidswijziging af: Telindus, Skynet en Proximus zullen integreren in Belgacom.
2008 - Belgacom plooit Telindus terug tot zes landen: België, Nederland, Luxemburg, Frankrijk, Groot-Brittannië en Spanje.
2011 - Belgacom, geadviseerd door Alegro Capital, rondt op 30 juni de deal af met Corpfin Capital Fund voor de verkoop van Telindus Spanje.
2014 - Belgacom verkoopt Telindus Frankrijk aan Vivendi. Telindus UK wordt aan Telent Technology Services verkocht.
2015 - Belgacom wordt Proximus. Telindus International maakt samen met Proximus NV, Scarlet, Tango en BICS deel uit van de Proximus Group.
2019 - Tango en Telindus Luxemburg worden samen Proximus Luxemburg.
2024 - Alle Telindusfilialen, ondertussen enkel nog actief in de Benelux, worden samenvoegt onder de naam Proximus NXT. Het filiaal Proximus NXT IT wordt opgestart.
2025 - Proximus NXT, samen met LuxConnect, lanceert met Clarence de eerste losgekoppelde clouddienst in Europa, gebaseerd op technologie van Google.

## Activiteiten
Sinds de oprichting legt het bedrijf zich toe op ICT-diensten en -oplossingen aan bedrijven en de publieke sector. Deze oplossingen houden ook beheersdiensten en ondersteuning in.
Het Nederlandse filiaal is gespecialiseerd in post-kwantum encryptie en optische netwerken, de Belgische en Luxemburgse filialen in clouddiensten.

## Omzet
In 2005 haalde Telindus een omzet van 618 miljoen euro.